# Norba Caesarina
Norba Caesarina fue una ciudad romana, con la categoría de Colonia civium Romanorum, fundada en el último tercio del siglo I a. C. y ocupada hasta el siglo V,  que se corresponde con la actual ciudad extremeña de Cáceres (España).

## Historia

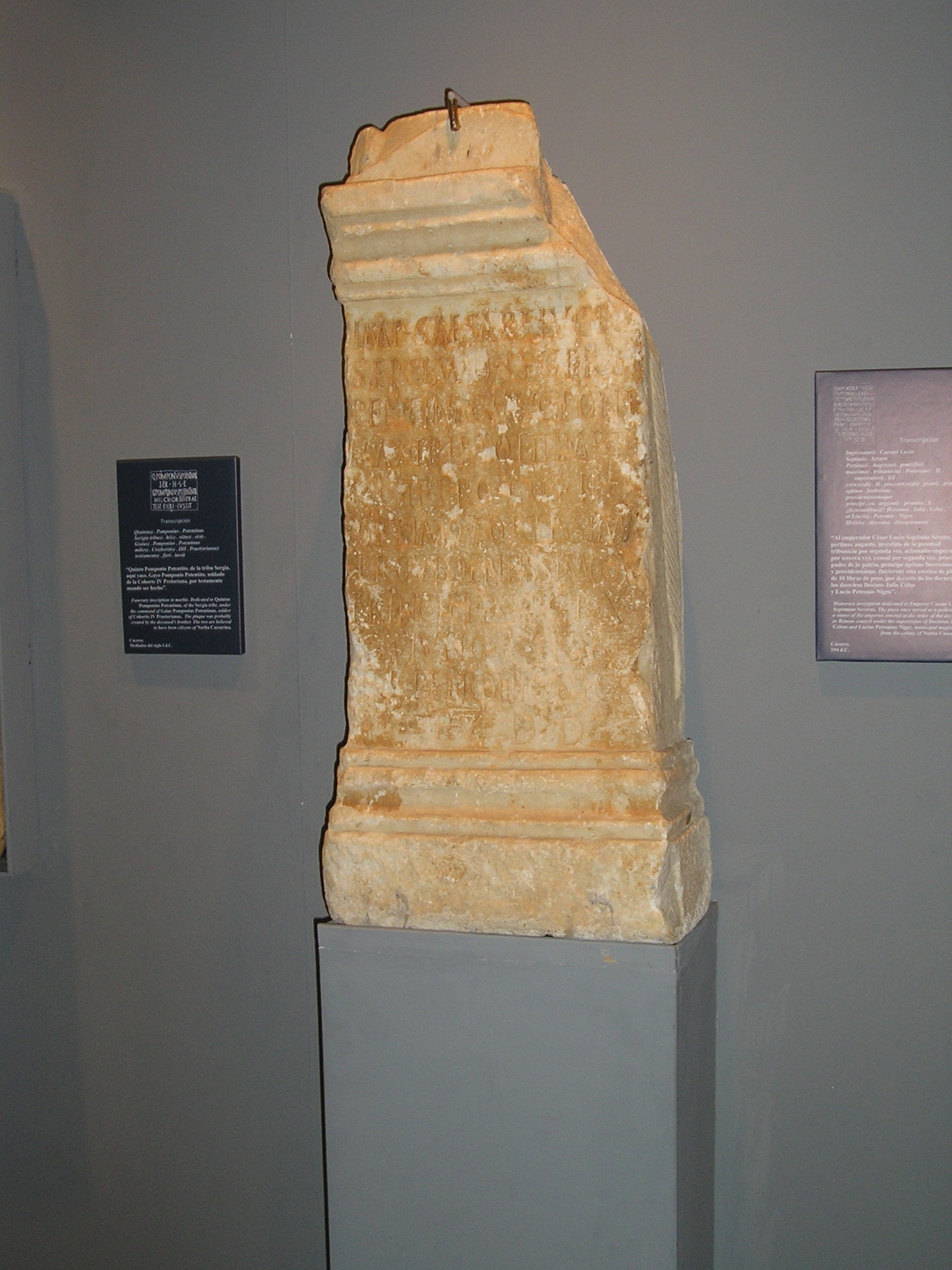
Pedestal de estatua dedicada a Septimio Severo por el Ordo decurionum de la Colonia Norba Caesarina

La ciudad fue fundada en época del Segundo Triunvirato en 34 a. C., cuando las provincias de Hispania ya habían sido asignadas a Octaviano, con el nombre de Colonia Norba Caesarina, por el Procónsul romano Cayo Norbano Flaco, aunque, de todas formas, seguía las directrices fijadas por Julio César antes de su asesinato en 44 a. C., que incluían un amplio programa de fundación o refundación de nuevas ciudades en Italia y las provincias, particularmente las de Hispania. Como consecuencia, en su nombre oficial Norba recuerda el nomen de su fundador y consta Caesarina en honor de Julio César, inspirador de su fundación.
Los nuevos colonos fueron adscritos a la tribu Sergia, la misma que la de su fundador.
La Colonia pertenecía a la provincia Hispania Vlterior republicana y, desde la reordenación provincial de Hispania realizada por Augusto en 27 a. C., a la nueva provincia imperial Lusitania, siendo adscrita en un momento indeterminado entre los imperios de Augusto y de Claudio I al conventus iuridicus Emeritensis, cuya capital era la Colonia Augusta Emerita.

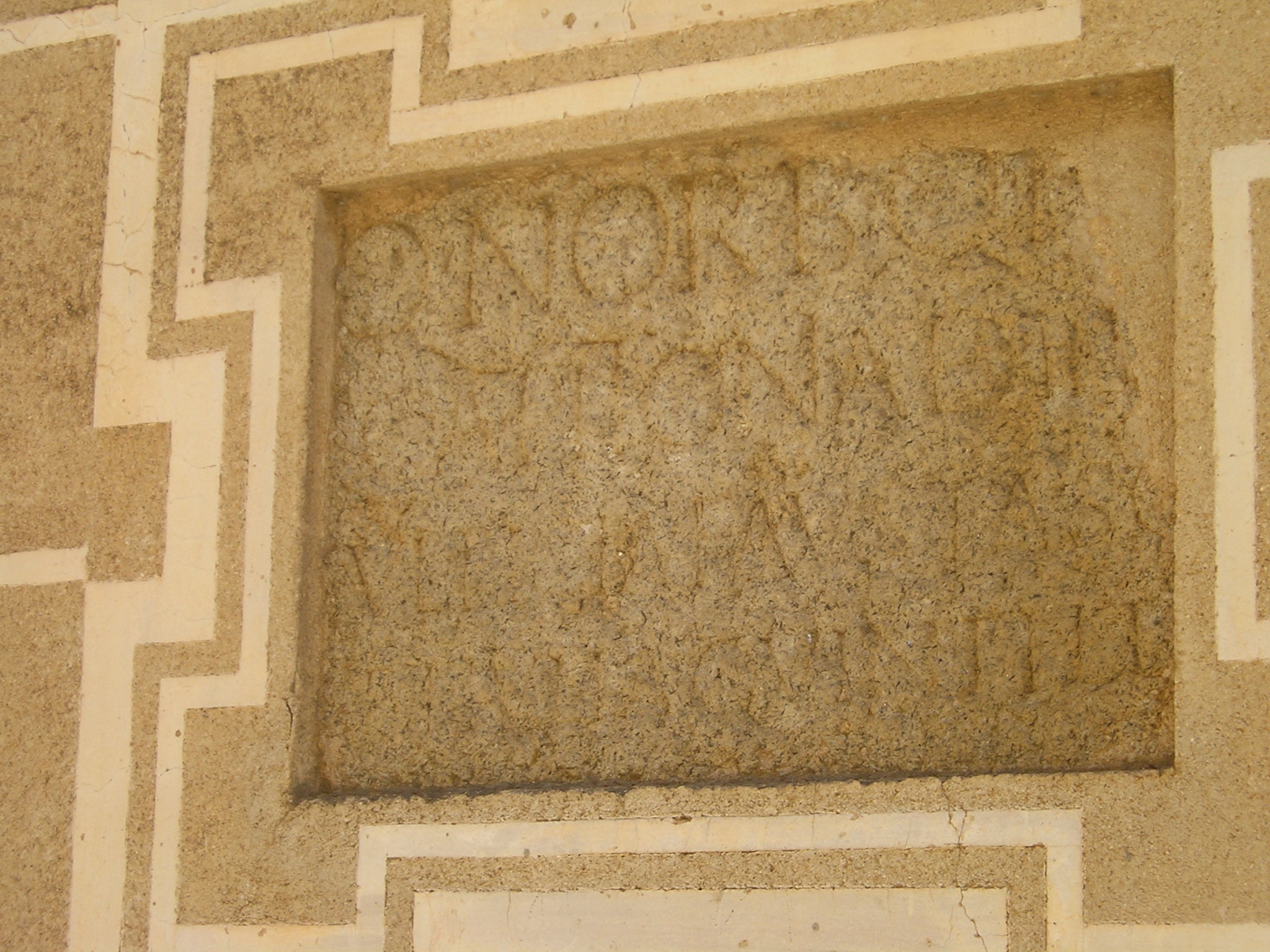
Inscripción funeraria de Q. Norbanus Capito del siglo I en el casco histórico de Cáceres, que muestra que la clientela del procónsul C. Norbanus Flaccus participó en su fundación.

Plinio el Viejo (Historia Naturalis IV, 117) señala que de esta colonia dependían, al menos en época flavia, los antiguos campamentos de Castra Servilia y Castra Cecilia, viejas fundaciones de época Republicana de los siglos II y I a. C., respectivamente, ambos situados en las proximidades de la actual ciudad de Cáceres. Por su parte, Ptolomeo menciona su existencia en el siglo II.
Asimismo, en el territorium de la Colonia existían varios vici o aldeas, de los que conocemos dos por su nombre antiguo a través de inscripciones cacereñas, el vicus Roudensis en el Casar de Cáceres, y el vicus Tongobricensis en Brozas, mientras que conocemos un tercero, llamado Tancia Norbana a través del epígrafe funerario de un centurión de la Cohors III Hispanorum procedente de Brugg (Suiza).
Tres inscripciones documentan las instituciones típicas de una Colonia romana, ediles y duoviros como magistrados y un Ordo decurionis como senado local.

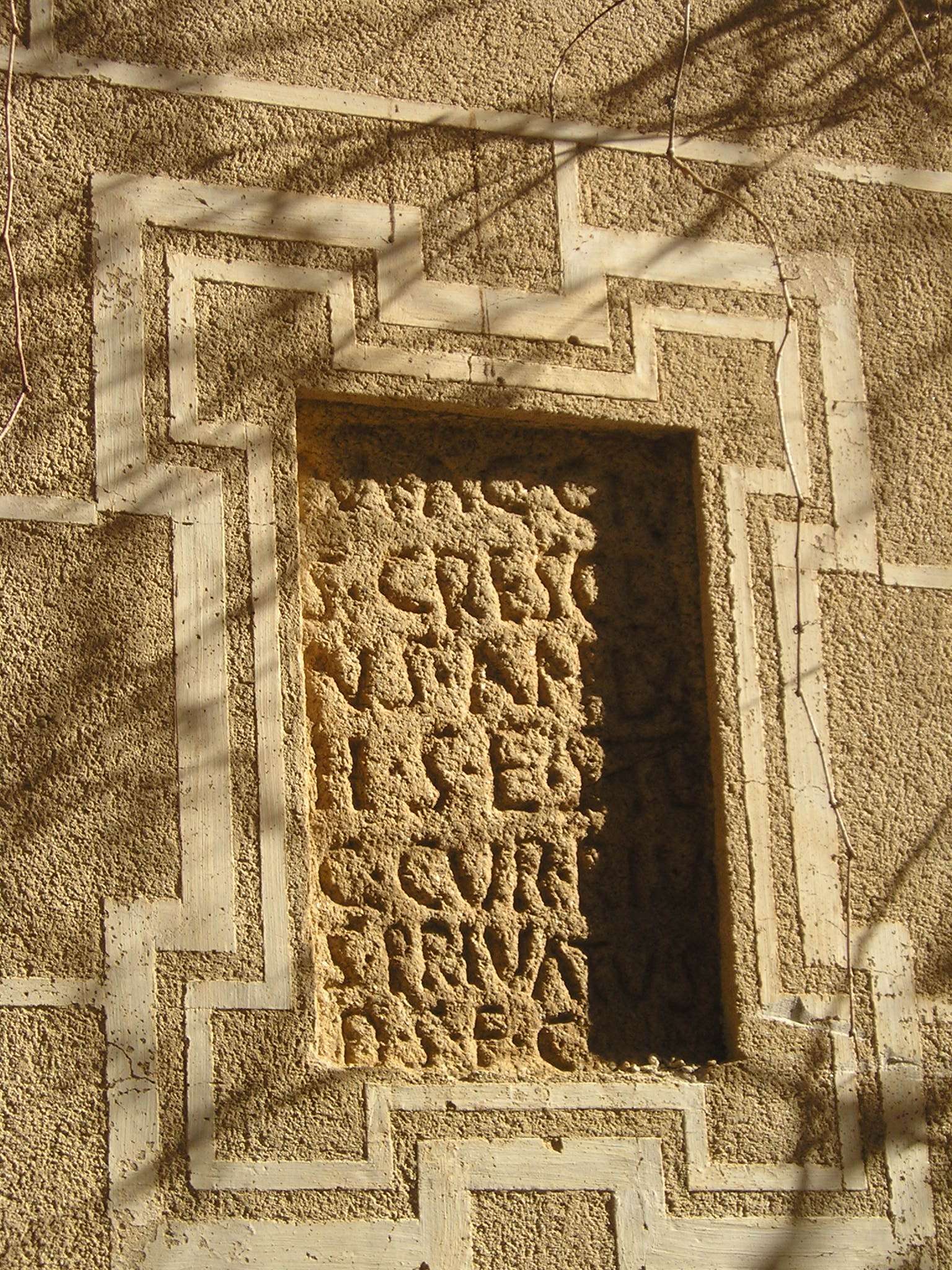
Inscripción funeraria de M. Accius Crescens del en el casco histórico de Cáceres

Norba Caesarina conoció un largo periodo de prosperidad entre los siglos I y III, en la época romana altoimperial, a pesar de funcionar como ciudad satélite de Augusta Emerita, la actual Mérida, que fue fundada como centro administrativo de los nuevos territorios conquistados en la expansión de la Lusitania.
Para intentar compensar esa influencia de Augusta Emerita, fundación directa del emperador Augusto, los norbenses buscaron el patronazgo del entorno más inmediato del primer emperador, eligiendo a Lucio Cornelio Balbo, de ascendencia hispana, sobrino de uno de los lugartenientes de Julio César y casado con una hija del fundador de la Colonia, y, por lo tanto, su yerno, a quien dedicaron una inscripción honoraria en un momento posterior a 19 a. C., conmemorando su aclamación como imperator por su triunfo sobre los garamantes en la provincia Africa proconsular, lo que es especialmente importante, ya que esta inscripción atestigua el nombre y titulación de la Colonia hacia 20-10 a. C.

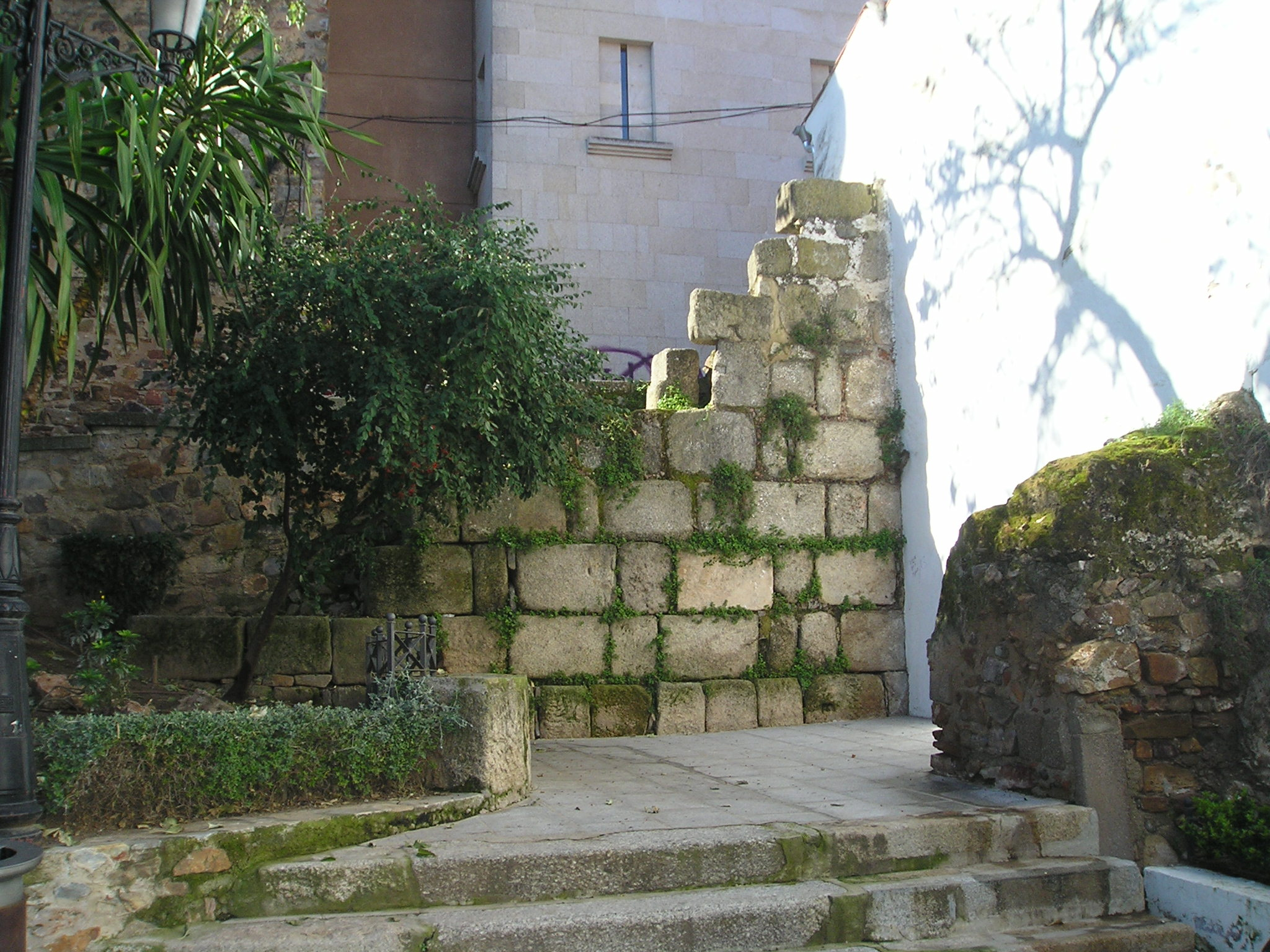
Restos de la antigua Puerta de Coria, apreciándose los sillares de la muralla Bajoimperial de Cáceres.

En esta misma línea, demostró su fidelidad al emperador Trajano a través de la erección de una estatua, cuyo pedestal -hoy desaparecido- fue leído en el siglo XVIII.
Su período de mayor prosperidad terminó con el advenimiento de la Dinastía Severa, aunque la élite de la ciudad, al contrario de casi todas las élites urbanas de la provincia Lusitania y, en general, de Hispania, apoyó a Septimio Severo, frente a Clodio Albino, posiblemente por contraste con su rival Augusta Emerita. En el caso de Norba, el ordo decurionis local demostró su fidelidad al nuevo amo del Imperio erigiendo una estatua conmemorativa tan pronto como el año 194, conservándose el pedestal con su dedicatoria.
A mediados del siglo III, ante la general inestabilidad político-militar del mundo romano, reaprovechando materiales anteriores -sillares, inscripciones, columnas y decoraciones de edificios amortizados...-, se reconstruyó un cinturón de murallas, a semejanza de la mayoría de las ciudades de mayor importancia de Hispania, de todo el Imperio y de la propia ciudad de Roma.
A lo largo del siglo IV, la vida de la ciudad fue languideciendo, con un empobrecimiento material, que se constata en las excavaciones arqueológicas en forma de nuevas construcciones realizadas sobre edificios altoimperiales amortizados, reaprovechando materiales de épocas anteriores y con una técnica constructiva de mediocre calidad. Después de las invasiones germánicas de 409, la Colonia terminó por ser abandonada hacia mediados del siglo V, y su solar y sus ruinas no fueron reutilizados hasta después de la conquista musulmana de la península ibérica.

## Restos arqueológicos

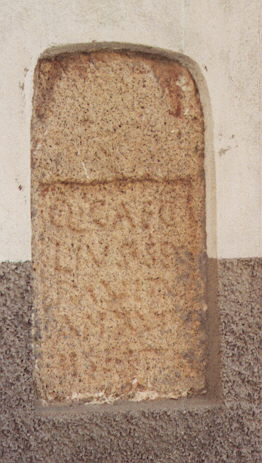
Inscripción funeraria de Q. Caecilius Avitus del, junto a la antigua puerta de Mérida de Cáceres. La presencia de Caecilii demuestra la perduración de la clientela de Q. Caecilius Metellus, fundador del cercano Castra Caecilia.

Entre los escasos restos romanos hoy visibles, se encuentran algunas hileras de bloques cuadrados y rectangulares, restos de sillares típicamente romanos, en la parte inferior de algunas torres de la muralla islámica y medieval, destacando los restos de la Puerta de Coria -derribada a mediados del siglo XVIII-, y el llamado Arco del Cristo, datado en el siglo I, también conocido como Puerta del Río ya que la cuesta por la que a él se accede desciende hasta la vaguada de la ribera del Marco, una breve corriente que permite regar algunas huertas, cuyo nombre actual viene dado por la imagen que se encuentra depositada en una hornacina en la parte que da al adarve o camino de ronda de la muralla.

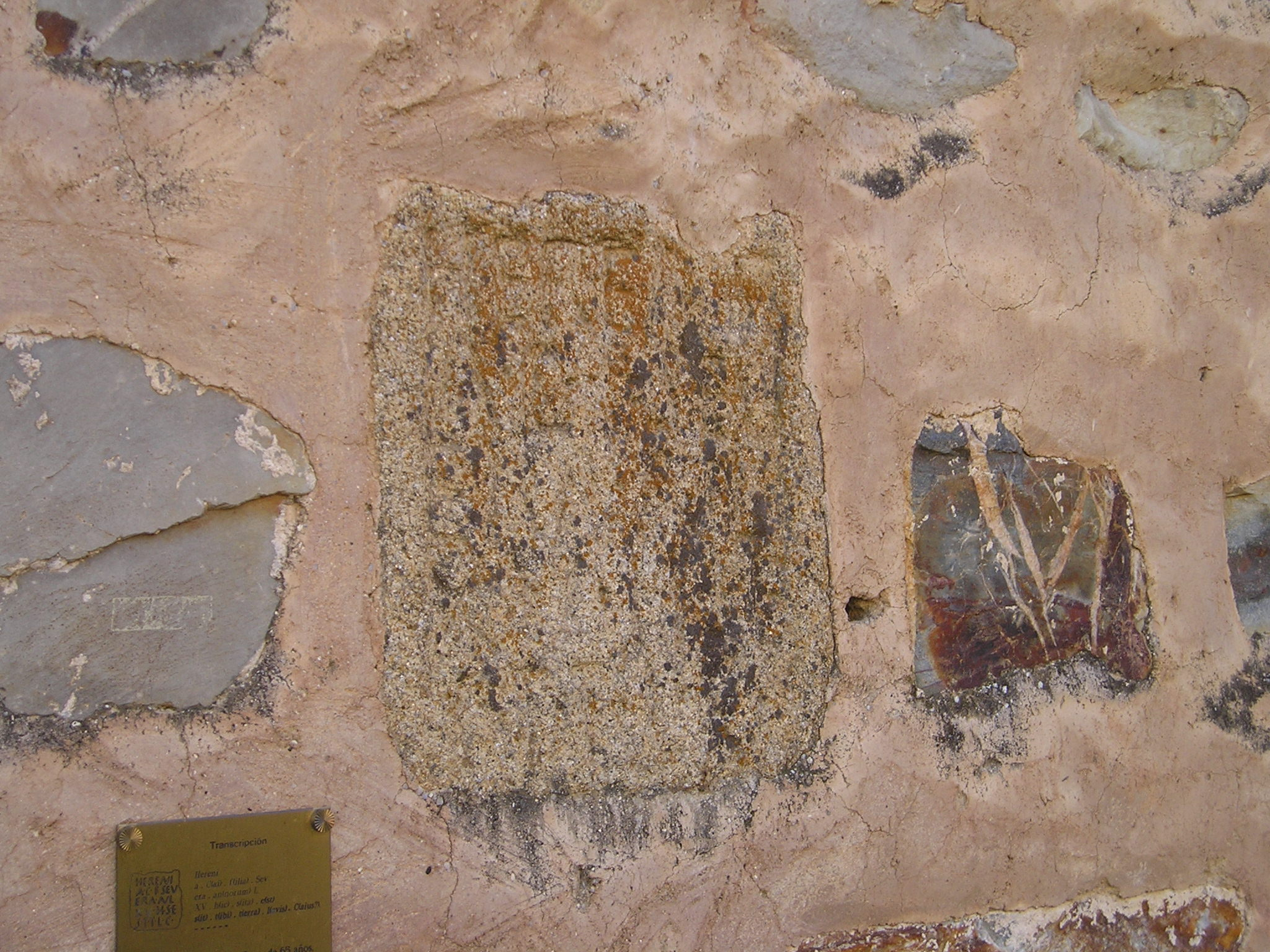
Inscripción funeraria de Herenia Severa, empotrada en la fachada del Museo de Cáceres y muy deteriorada por las inclemencias meteorológicas.

Las excavaciones arqueológicas en el Palacio de Mayoralgo han proporcionado abundantes restos cerámicos, junto con los restos de una vivienda con patio porticado, termas y aljibe de etapa altoimperial, adyacente al foro de la colonia, cuyo pavimento se encuentra debajo de la C/ Cuesta de Aldana, y que, como era previsible, coincide en parte con la actual Plaza de Santa María; del siglo III y la época bajoimperial se documentan restos de nuevos edificios, que cambian radicalmente la funcionalidad del conjunto, ya que aparece un horno y un taller de herrero.
Así mismo, se conservan algunas inscripciones funerarias romanas empotradas en los muros de algunas casas del casco histórico y varias más en el Museo de Cáceres, junto con monedas, fragmentos cerámicos, particularmente de Terra Sigillata Hispánica, un fragmento de estatua imperial de bronce, procedente también del Palacio de Mayoralgo, una estatua femenina y una estatua de mármol de la Abundantia.

## Yacimientos dependientes de la Colonia en su entorno inmediato

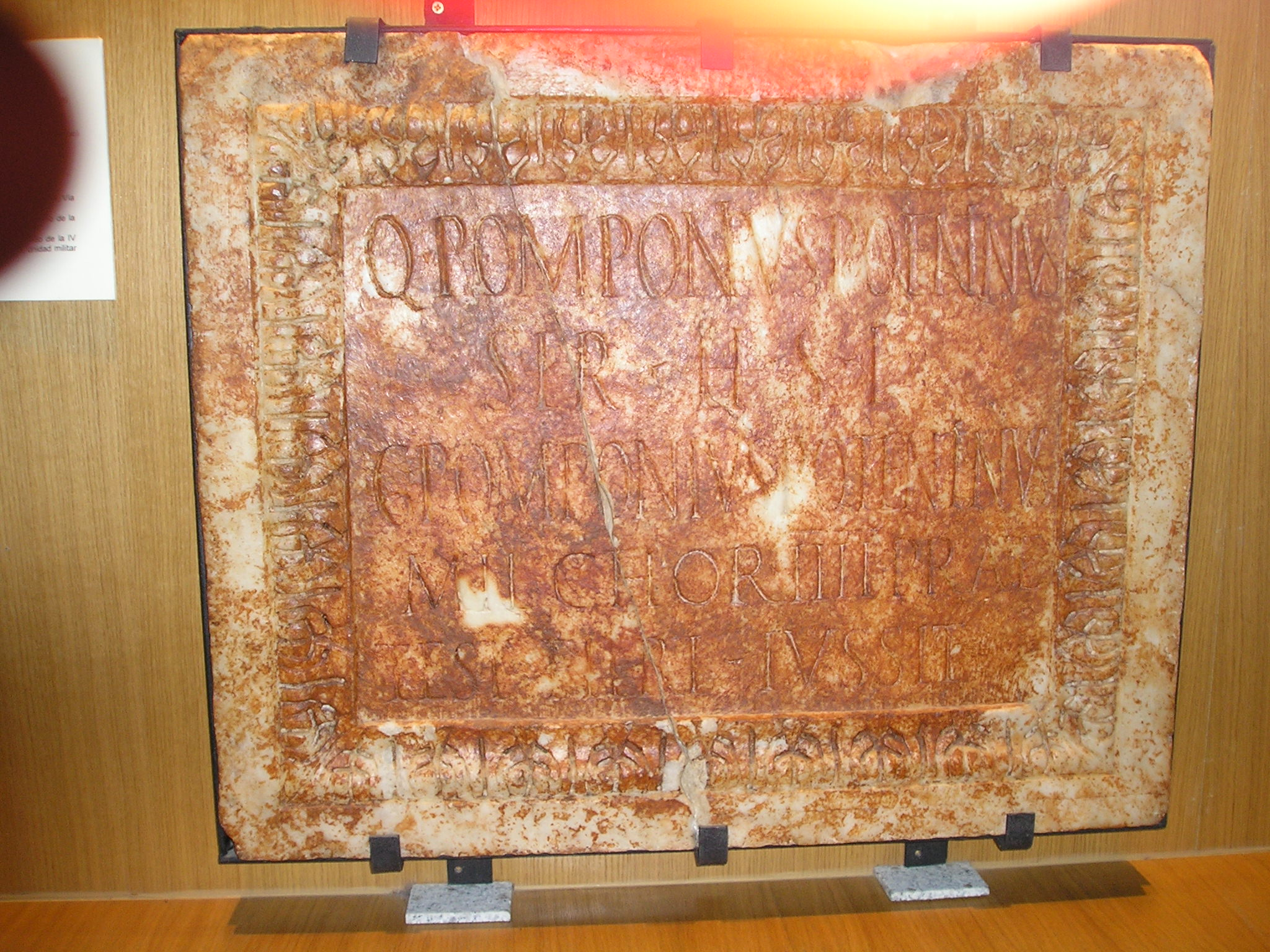
Inscripción funeraria de Pomponius Poeninus, dedicada por su hermano, soldado de la IV Cohorte Pretoriana de Roma, naturales ambos de Norba Caesarina.

En las afueras de Cáceres, y más concretamente no lejos de Aldea Moret, pueden contemplarse todavía dos "turris" o torres defensivas; la primera de ellas es el yacimiento arqueológico "Cuarto Roble", que protegía a una villa no excavada, y el segundo es el yacimiento arqueológico de "El Junquillo", muy derruido por el paso del tiempo y la acción humana, situado lejos de cualquier camino o vía de comunicación.
Por su parte, la Vía de la Plata pasaba muy cerca de la colonia, pero según el Itinerario de Antonino la mansio más próxima era Castra Caecilia, por lo que Norba debía estar enlazada con la calzada principal mediante un ramal, que posiblemente rodeaba su pomerium por el este y el norte. Dentro del territorium Norbensis, se conservan algunos miliarios de esta calzada, que indican que fue remozada bajo los emperadores Nerón, Domiciano, Adriano, Alejandro Severo y Maximino el Tracio.

## Bibliografía

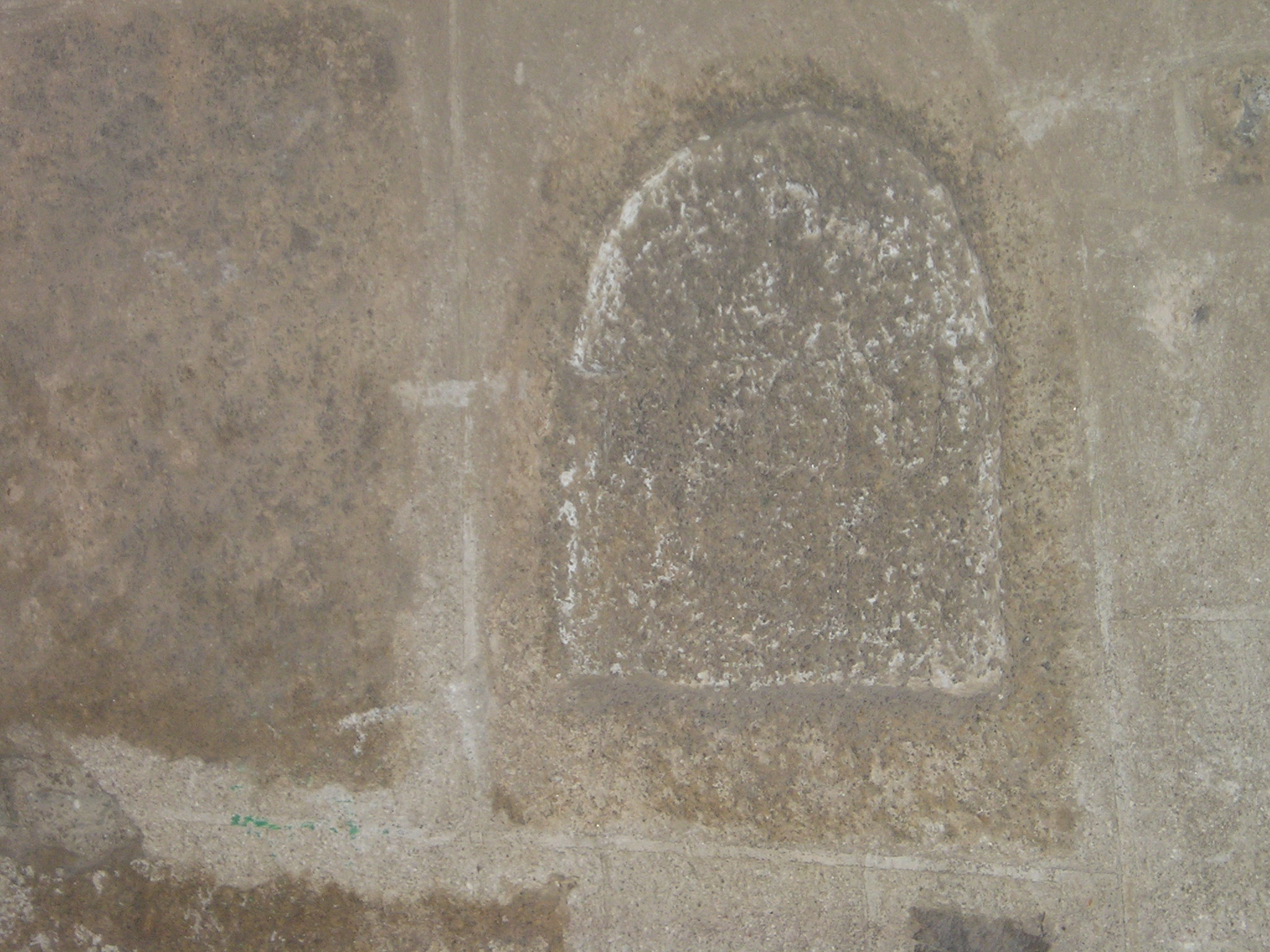
Inscripción funeraria de P. Trebius, en la zona de la antigua puerta de Coria.

## Referencias

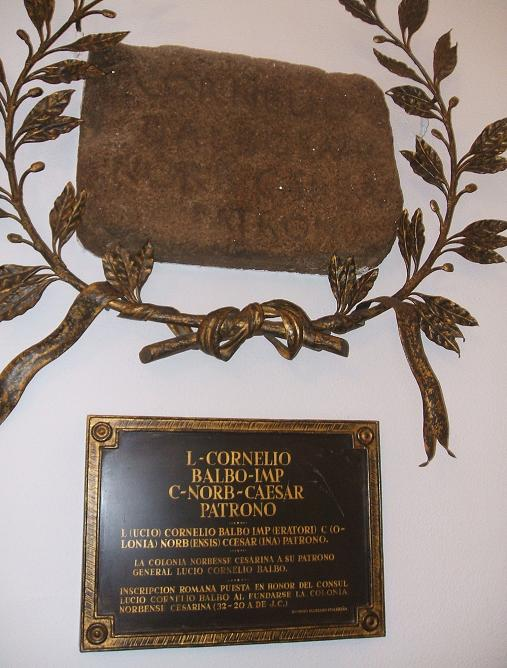
Inscripción dedicada en honor de Lucio Corneio Balbo, patrono de la Colonia Norba Caesarina bajo Augusto, conservada en el despacho de la Alcaldía de la ciudad de Cáceres, junto con su transcripción.

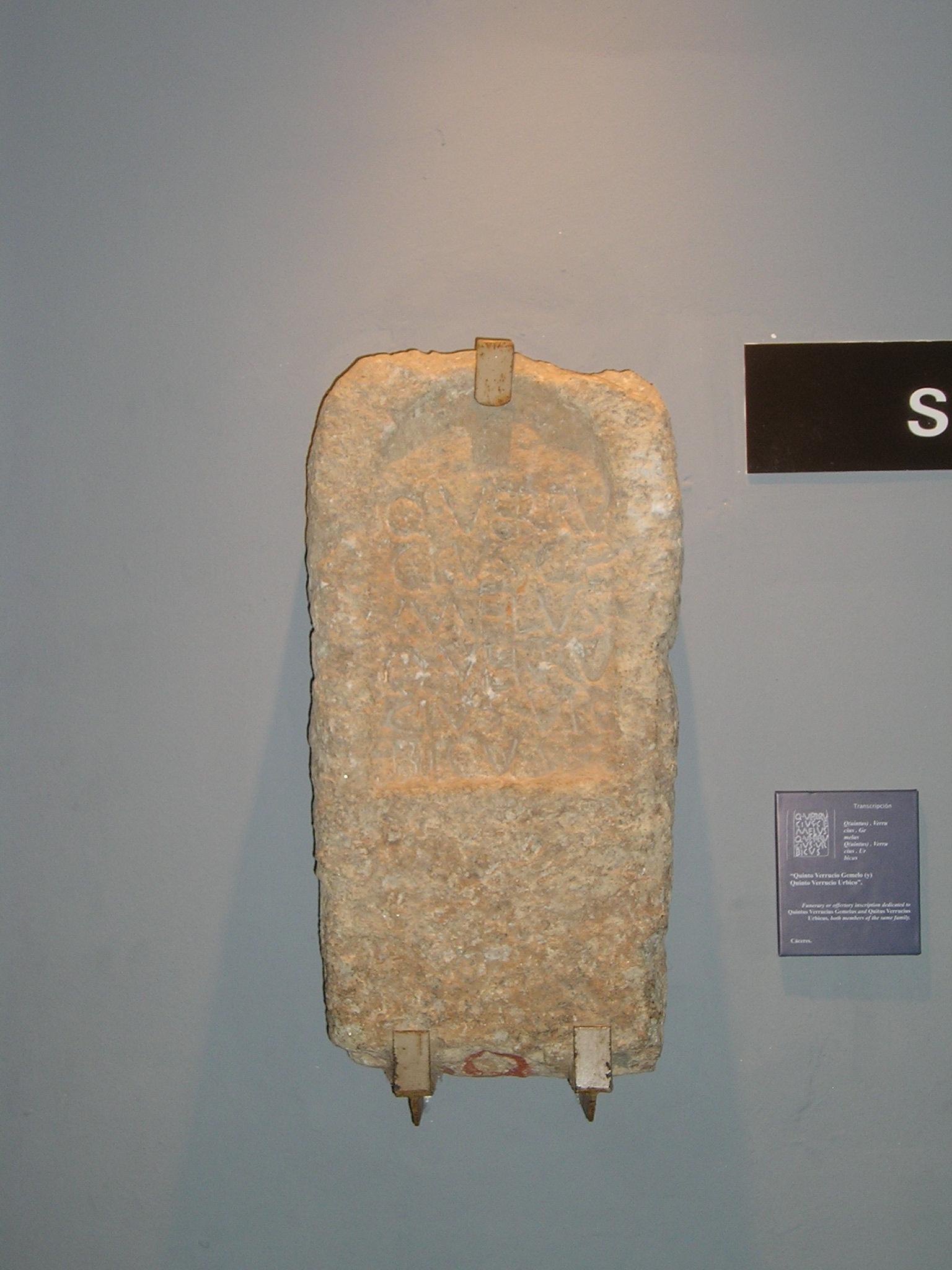
Inscripción de los Veruccii, que demuestra la presencia de gentes de origen itálico en Norba

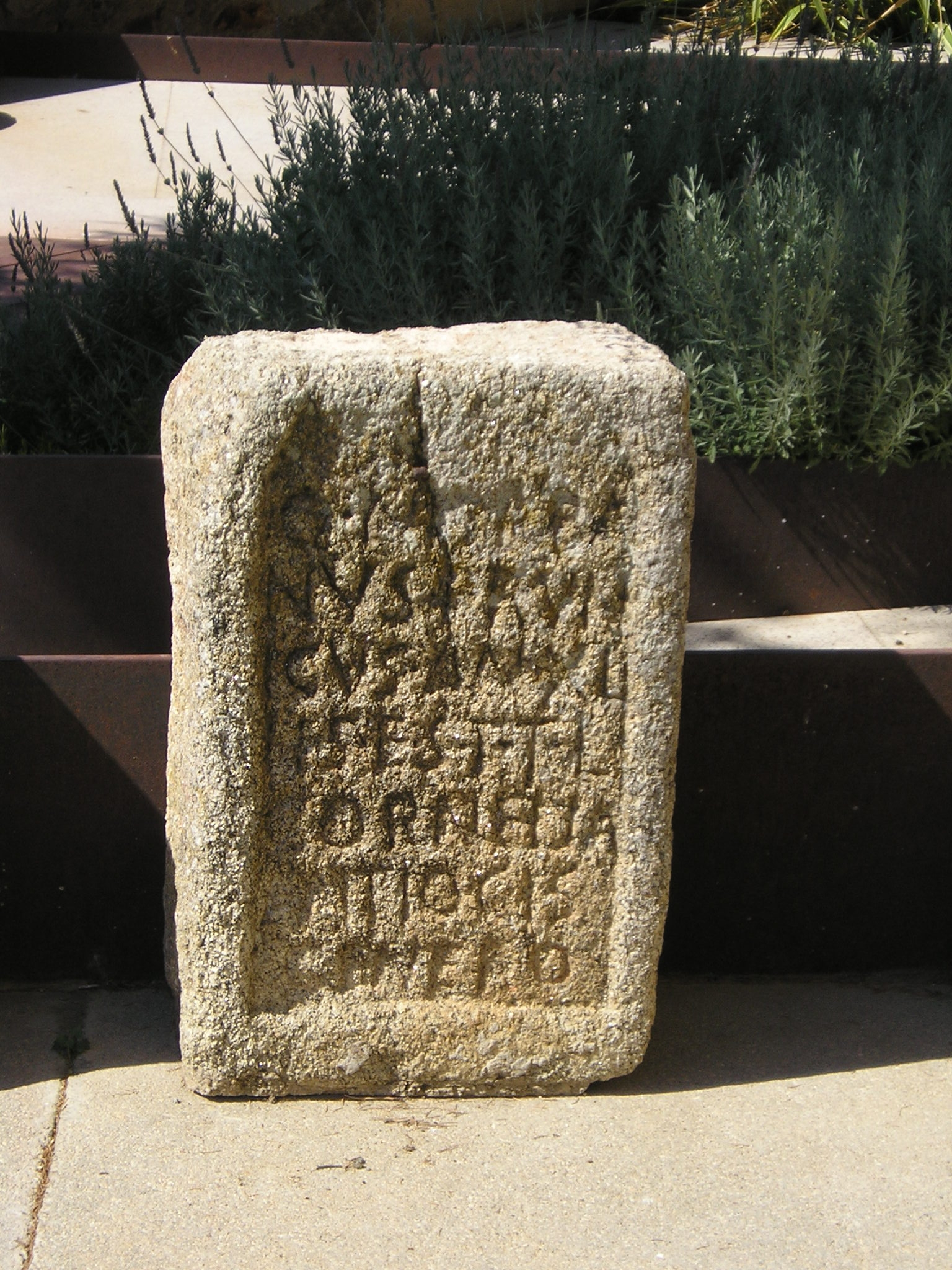
Inscripción CIL II 712 dedicada a Q. Norbanus Pruncius por Cornelia Antiocis, posiblemente su esclava y concubina., e indica la presencia de la gens Norbana, propia del fundador de la ciudad en la Colonia Norba Caesarina

## Véase también

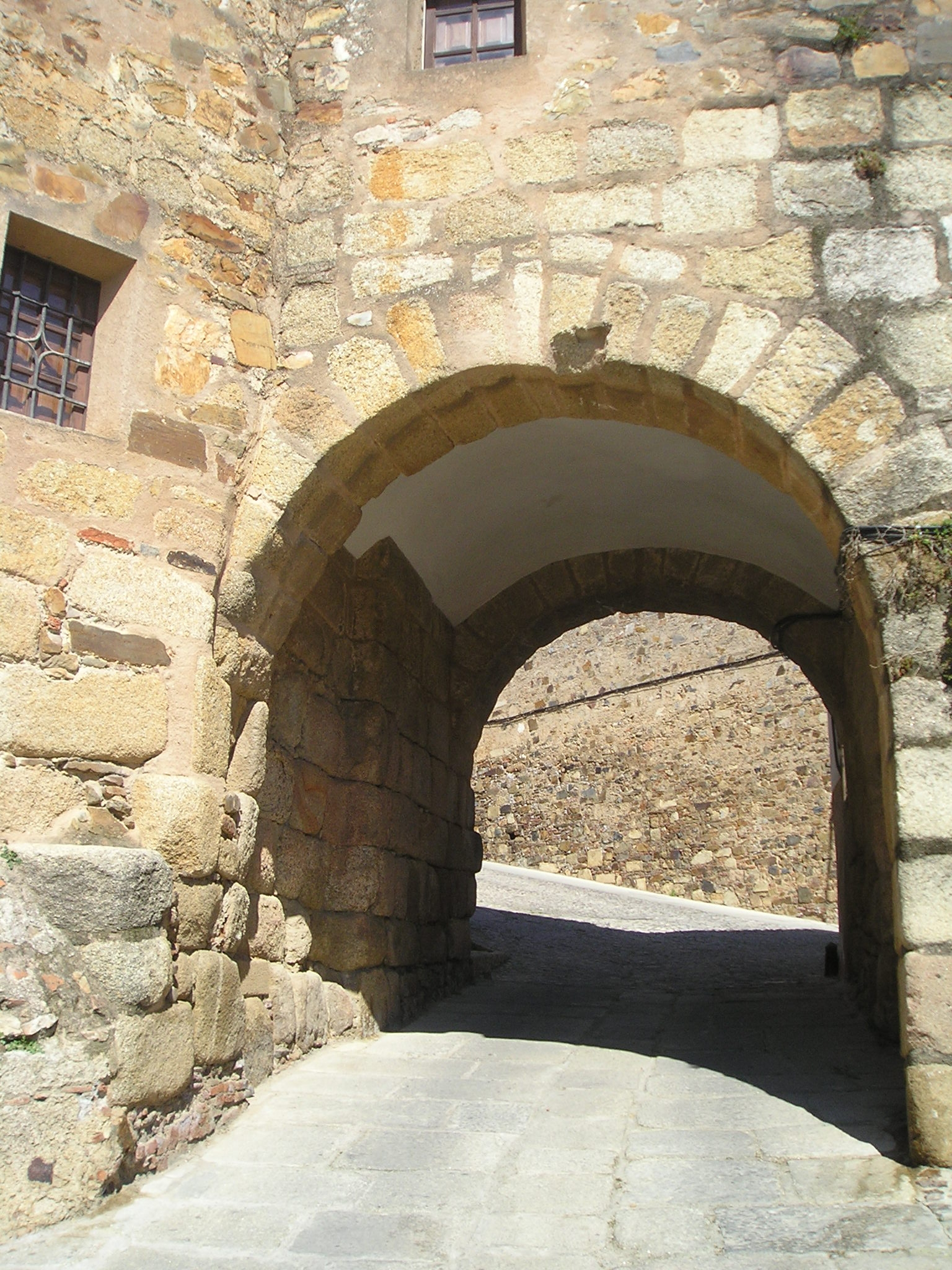
Arco del Cristo: Puerta este de la antigua muralla romano-medieval de Cáceres, en la que aparecen sillares romanos y que marcan la primitiva puerta del cardo de la Colonia Norba Caesarina

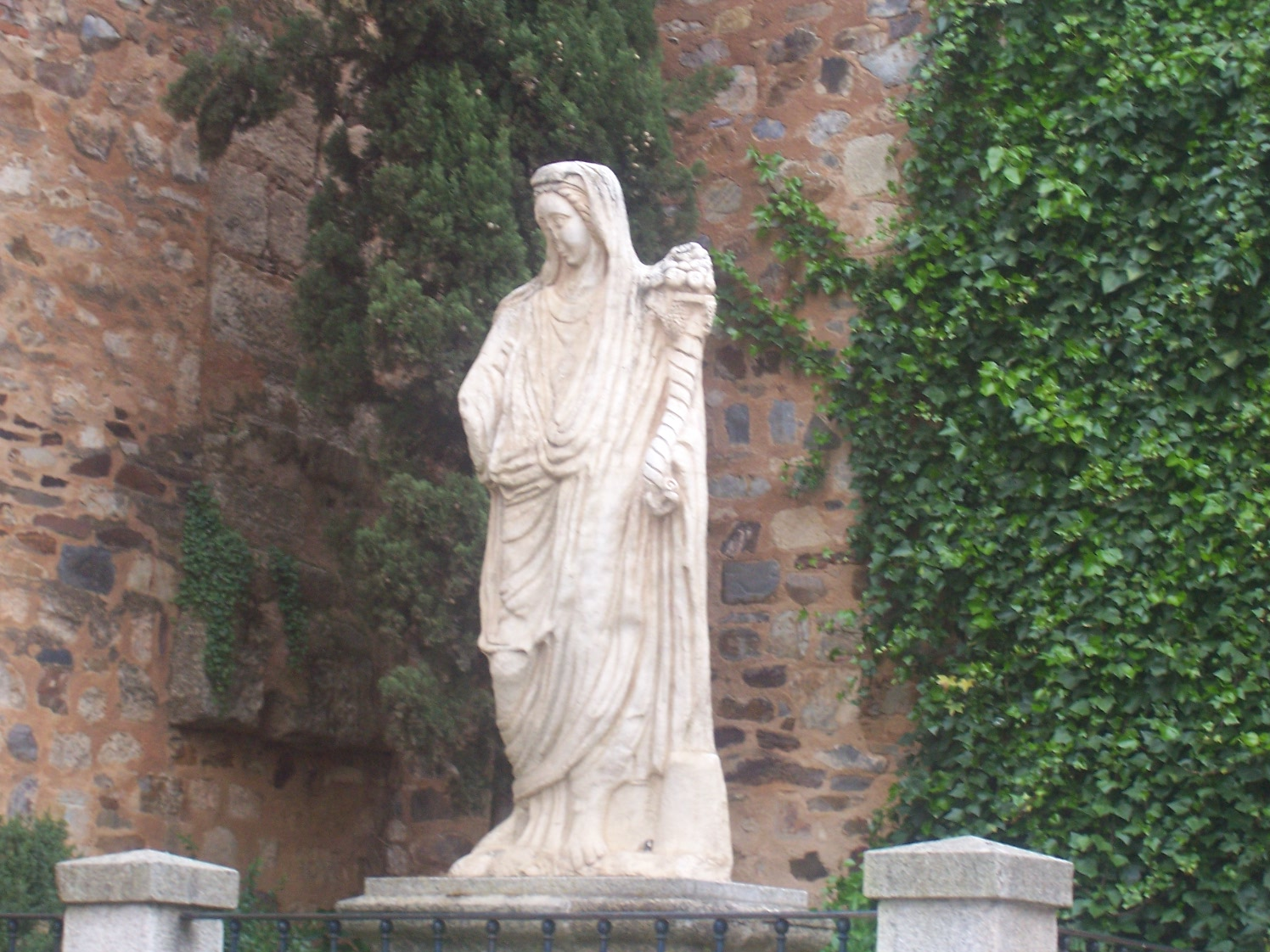
Copia de la Estatua de la Abundantia encontrada en la zona de la Plaza Mayor de Cáceres, representando posiblemente al genius coloniae; el original se encuentra en el Museo de Cáceres.

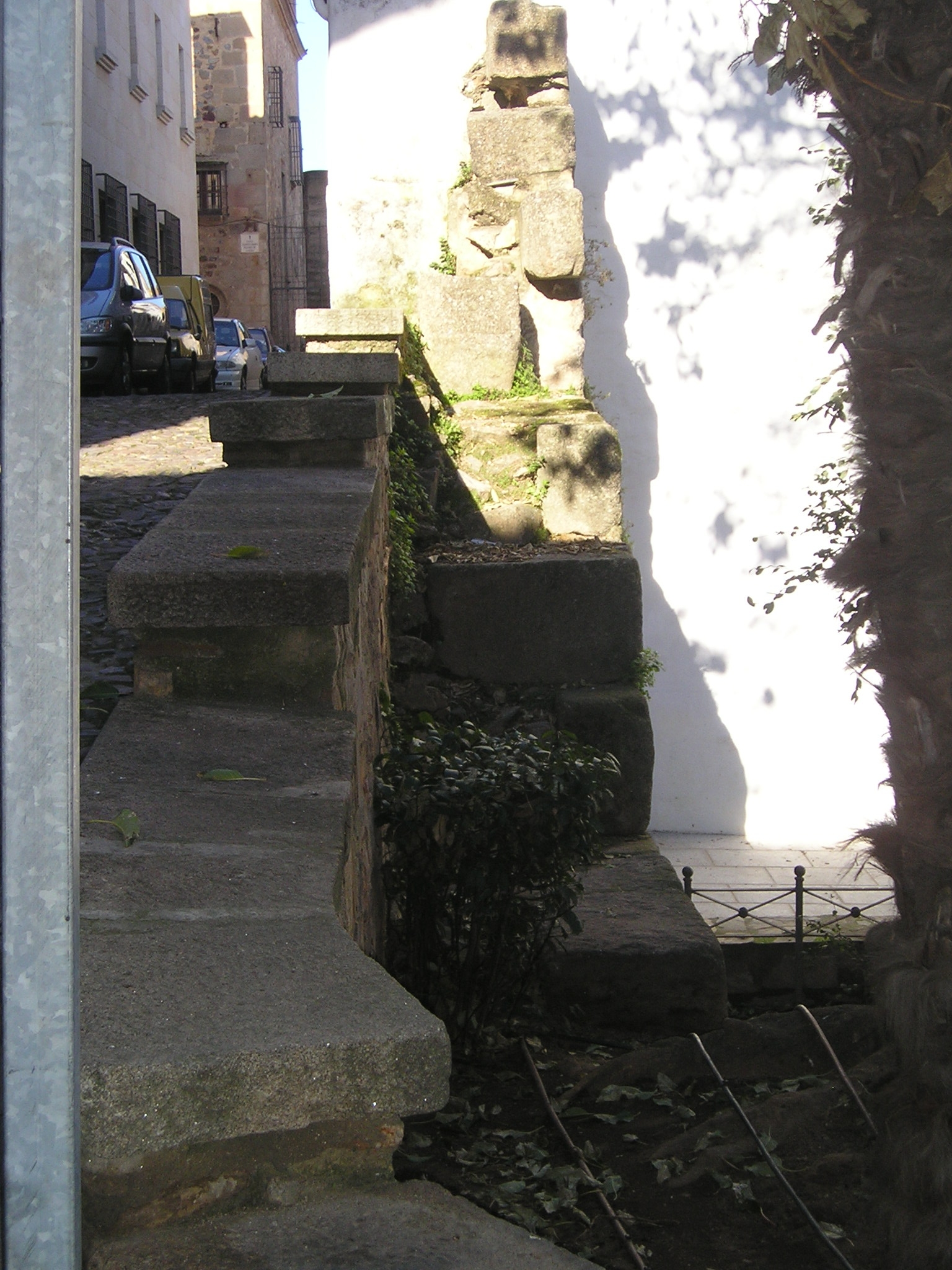
Restos de la muralla bajoimperial de Cáceres, en la antigua y derruida Puerta de Coria, donde aparecen sillares y elementos de construcción altoimperiales reutilizados para levantar la muralla.

## Enlaces externos

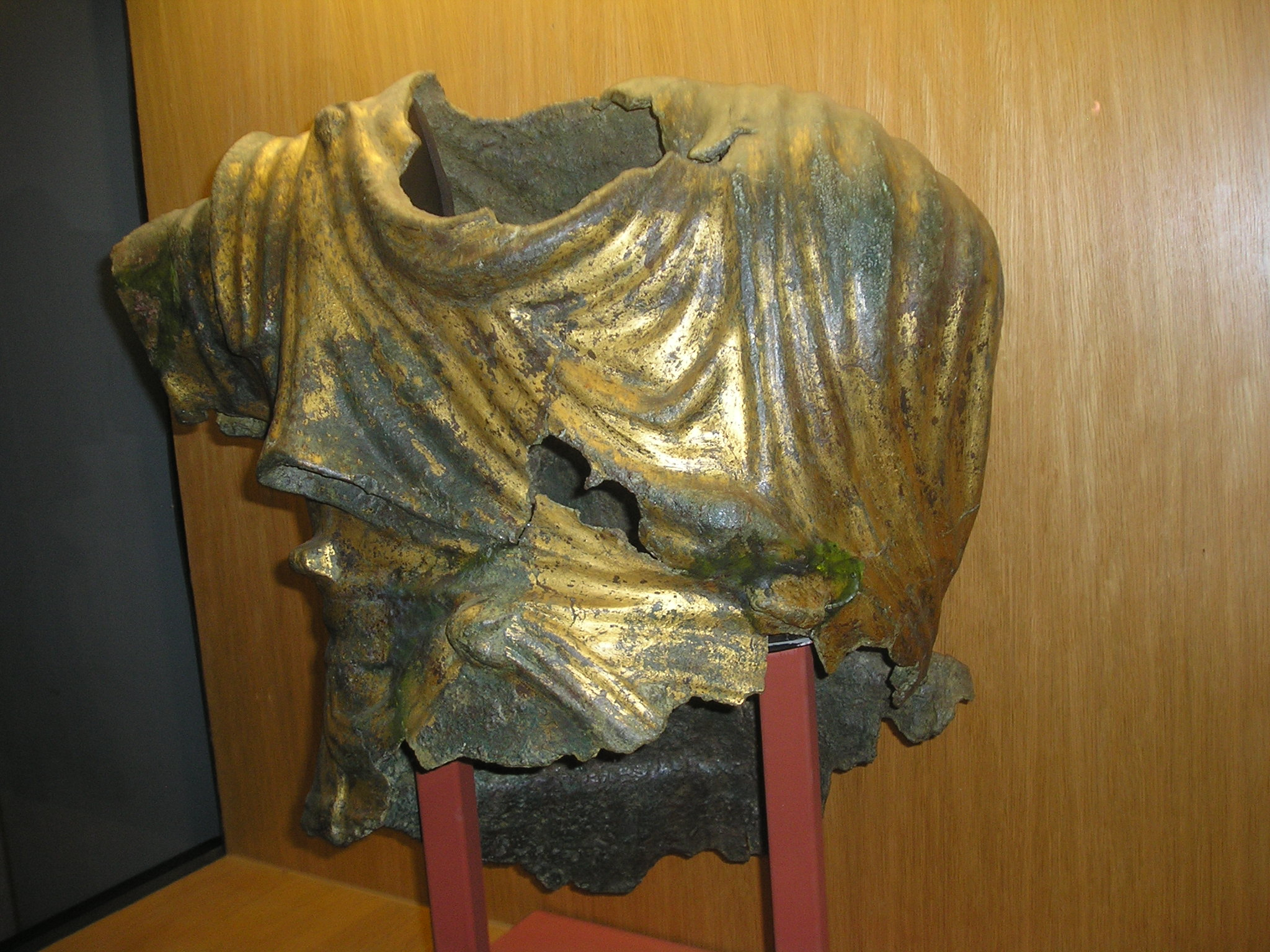
Toracato perteneciente a una estatua imperial de bronce dorado encontrado en las excavaciones del Palacio Mayoralgo, procedente del Foro de la ciudad, posiblemente de su hipotética Básilica.

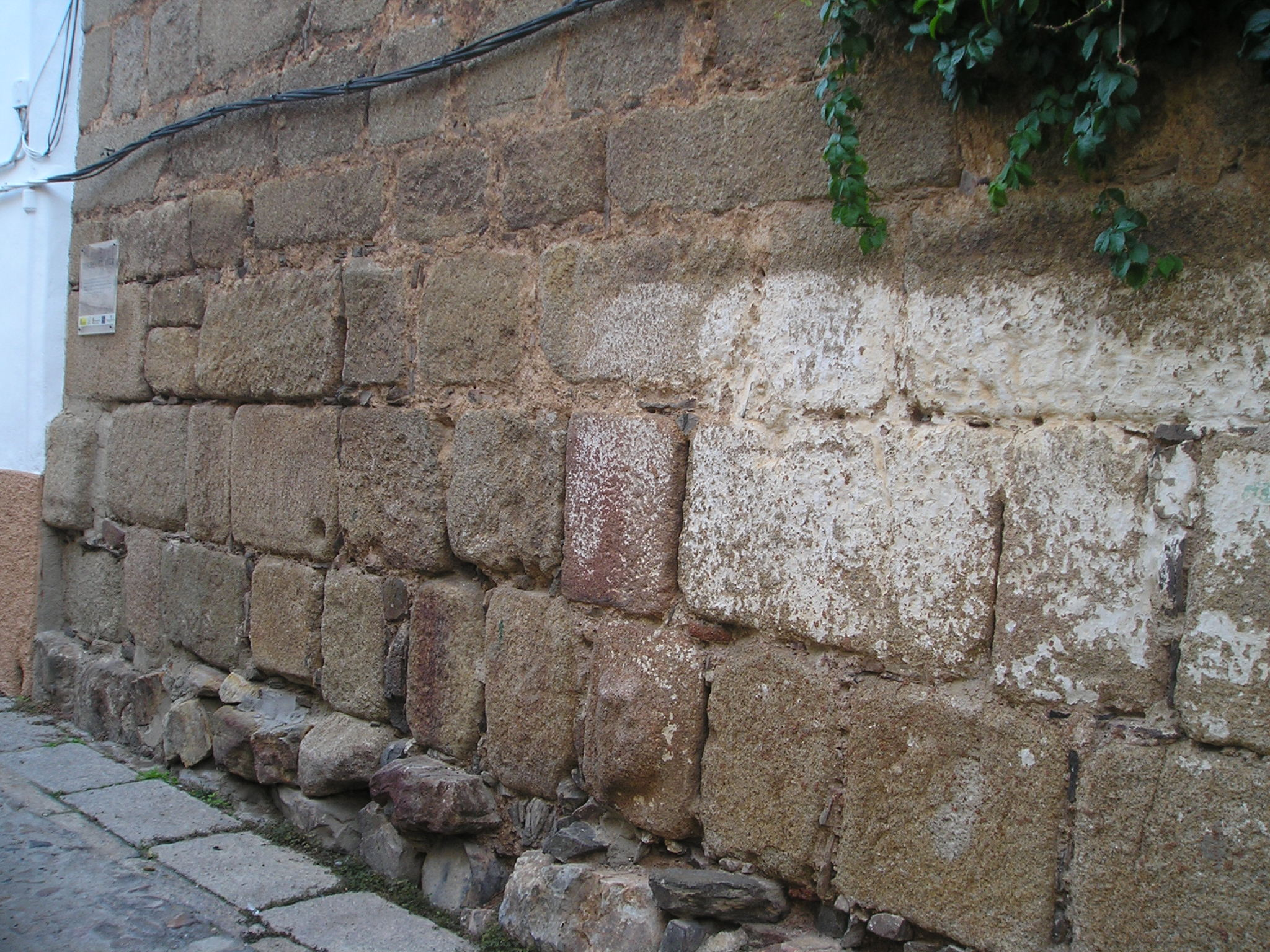
En la base de la torre del Aver o del Postigo aparecen sillares romanos del Alto Imperio, algunos con almohadillado, colocados en la muralla original de la Colonia Norba Caesarina y reutilizados en la cerca bajoimperial y en la muralla musulmana de época almohade.